# Sølvgran
Sølvgran (Abies procera) eller nobilis er et op til 40 m højt, stedsegrønt nåletræ med en smalt kegleformet vækst. Den er almindelig plantet i Danmark.

## Beskrivelse
Stammen er ret og gennemgående til toppen, på gamle træer dog ofte opsplittet i flere topskud. Hovedgrenene er vandrette og sidder i tydelige kranse. Barken er først rødbrun og næsten skjult under nålene. Senere bliver den glat og gråviolet med små harpiksblærer. Gammel stammebark er opsprækkende med uregelmæssige furer og revner. Knopperne er ægformede og brune. Nålene er smalle og furede, grågrønne med to hvidlige striber på undersiden. Alt i alt ser nålene blågrå ud. De sidder fremadrettet og bøjer op fra undersiden af skuddet.
Hanlige blomsterstande er brunlige eller senere: grønlige. De hunlige blomsterstande er rød-violette og bliver til store, tøndeformede, oprette kogler. Når de bliver modne, falder koglerne fra hinanden. Frøene modner godt og spirer villigt.
Rodnettet består af dybtgående, tæt forgrenede hovedrødder og forholdsvis få, grove siderødder. Sølvgran er den samme plante som den, skovfolk kalder "Nobilis". (Planten hed tidligere Abies nobilis.)
Højde x bredde og årlig tilvækst: 20 x 4 m (25 x 10 cm/år, men hovedskuddet på unge træer når ofte op på 60-70 cm tilvækst pr. år).

## Hjemsted
Sølvgran er hjemmehørende på bjergskråningerne (700-2100 m.o.h.) i det vestlige Rocky Mountains.
Ved Mount Rainier er denne art skovdannende sammen med bl.a. bjerghemlock, californisk weymouthfyr, douglasgran, engelmannngran, hvidstammet fyr, klippeædelgran, klitfyr, kæmpegran, kæmpethuja, nutkacypres, purpurædelgran og vestamerikansk hemlock
- Vækstform
- Kogle

| Portal | Portal:Botanik |

## Note
1. ↑  National Park Service: The Forest Communities of Mount Rainier National Park (engelsk)